# Stroganow-Palais

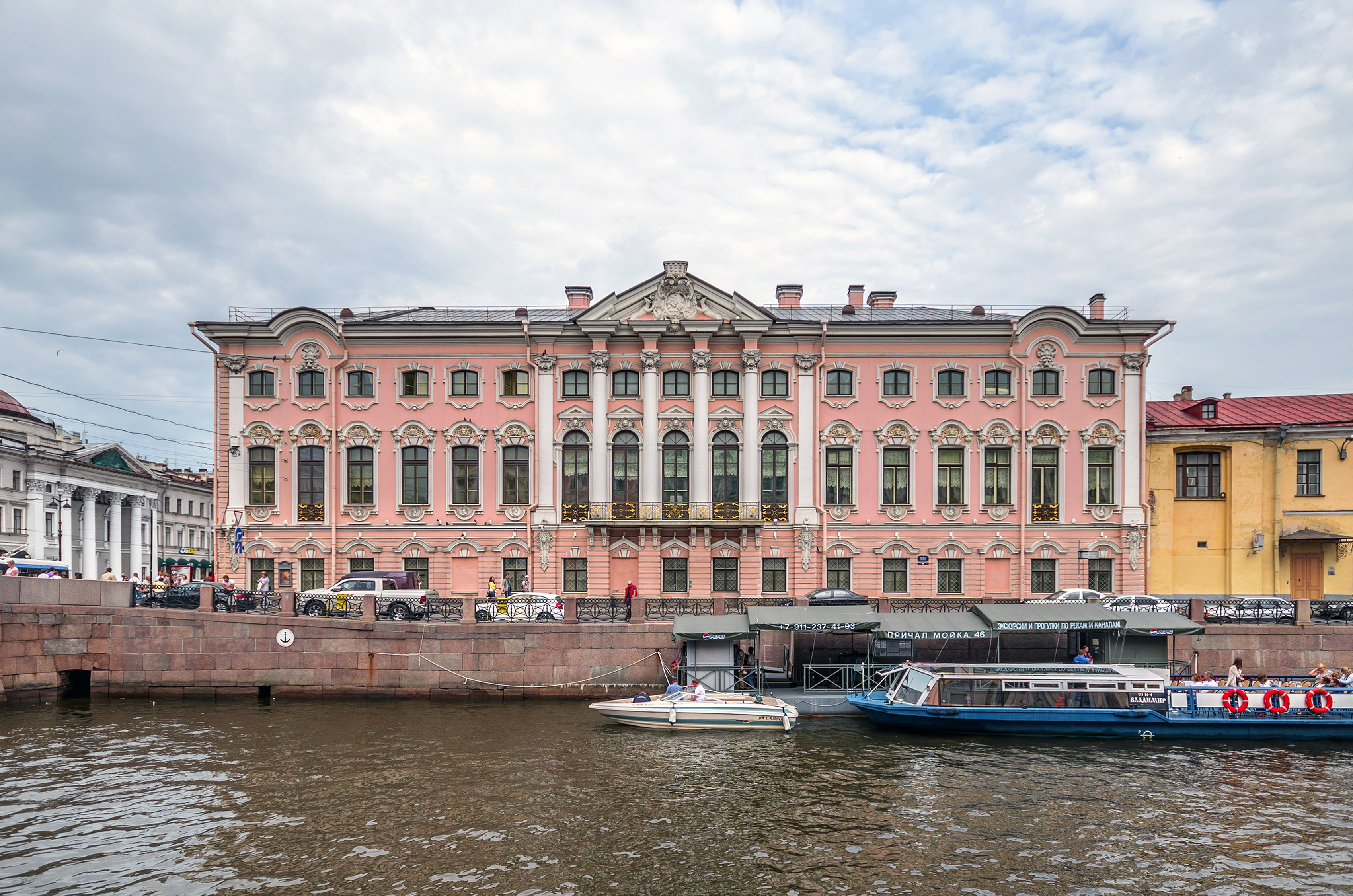
Stroganow-Palais

Das Stroganow-Palais (russisch Строгановский дворец) ist ein 1754 fertiggestelltes barockes Palais in Sankt Petersburg (Russland) und eines der im Originalzustand erhaltenen barocken Bauwerke des italienischstämmigen Architekten Bartolomeo Francesco Rastrelli.
Das Palais befindet sich an der Prachtstraße Newski-Prospekt unmittelbar östlich der Grünen Brücke über die Moika (Haus 17). Die beiden vorderen Fassaden sind dem Newski-Prospekt und der Moika-Uferstraße zugewandt.

## Geschichte
Die Bebauung des Grundstücks an der Kreuzung der damaligen Newski-Perspektivstraße mit dem Moika-Ufer begann in den 1730er-Jahren. 1742 erwarb Freiherr Sergei Grigorjewitsch Stroganow, ein Vertreter der Industriellenfamilie Stroganow und zugleich ein bedeutender Kunstsammler, die Liegenschaft mit einem noch unvollendeten Haus. Die Fertigstellung dieses Hauses unter dem neuen Besitzer verhinderte ein Großbrand im Jahre 1752, der vor allem die nahe gelegenen Holzbauten vernichtete, jedoch auch das Haus an der Querung der Moika bis auf die Grundmauern abbrennen ließ. Kurz darauf beschloss Stroganow, hier eine neue Wohnresidenz bauen zu lassen. Dass die Wahl des Architekten auf Rastrelli fiel, welcher eigentlich schon damals ausschließlich Aufträge vom russischen Kaiserhof entgegennehmen durfte, ist nur durch die Tatsache zu erklären, dass Freiherr Stroganow dem Hof sehr nahestand und durch die Ehe einer seiner Nichten mit einem Neffen Katharina der I. auch eine Verwandtschaft mit dem Romanow-Haus innehatte.

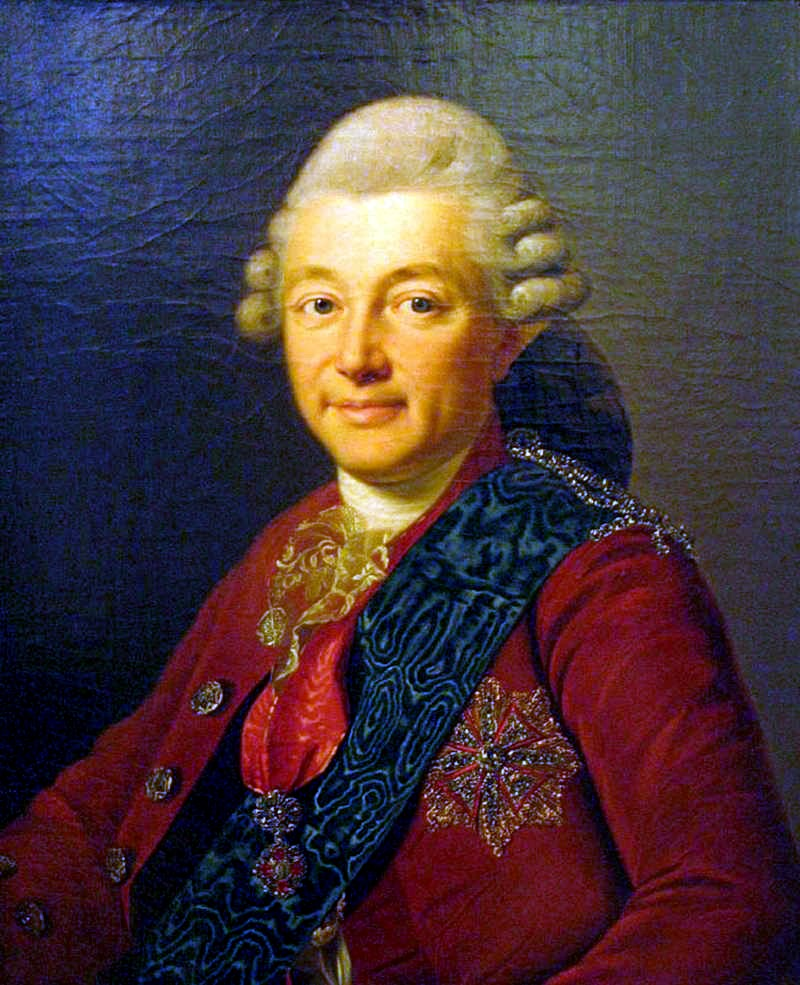
Graf Alexander S. Stroganow

1753 bis 1754 errichtete Rastrelli unter Verwendung des Fundaments und teilweise auch der Grundmauern des abgebrannten Hauses das heutige dreigeschossige Palais einschließlich des Flügels von der Seite der Moika-Uferstraße sowie der 50 Paradesäle im Inneren. Von den letzteren sind heute der Große Saal und das zentrale Vestibül im Originalzustand erhalten. Seit 1753 lebte Rastrelli als Ehrenbewohner in dem Palais, das den Namen des Auftraggebers und des Eigentümers des Bauwerks erhielt. Nach dem Tod von Sergei Stroganow im Jahre 1756 erbte dessen Sohn Freiherr (später Graf) Alexander Sergejewitsch Stroganow das Palais. Alexander Stroganow galt wie sein Vater als bedeutender Kunstsammler und brachte im Palais unter anderem seine Sammlung von Mineralien unter, die heute wieder im Mineralienkabinett besichtigt werden kann. Er war es auch, der Ende des 18. Jahrhunderts einen Umbau des Palast-Interieurs veranlasste, bei dem die meisten Paradesäle ihre heutige, klassizistische statt bisher barocke Gestalt annahmen. An diesem Umbau war der damals noch junge Baumeister Andrei Woronichin beteiligt. Woronichin war einer der Leibeigenen Stroganows, der an seine künstlerische Begabung glaubte und ihm eine solide Ausbildung ermöglichte. Neben Woronichin gestaltete Fjodor Demerzow, ein klassizistischer Stadtbaumeister des späten 18. Jahrhunderts, die Innenräume.
Nach dem Tod Alexander Stroganows wurde das Palais von seinem Sohn Graf Pawel Alexandrowitsch Stroganow übernommen, und auch später gehörte die Residenz bis ins frühe 20. Jahrhundert hinein dem Stroganow-Geschlecht. Der letzte Besitzer bis zur Verstaatlichung des Palais nach der Oktoberrevolution war Graf Sergei Alexandrowitsch Stroganow, unter dem im Innenhof des Palais ein Garten mit einer kleinen Exposition von Statuen und Skulpturen aus der Sammlung Alexander Stroganows angelegt wurde. Dieser Garten musste 2003 einem mit Glaskuppel überdachten Restaurant weichen.
In den 1920er-Jahren hatte das verstaatlichte Palais einschließlich der Kunstbestände  den Status einer Filiale der Eremitage und war als Kunstmuseum für die Öffentlichkeit zugänglich. 1929 wurde das Museum jedoch aufgelöst. Ein Teil der dort befindlichen Kunstwerke wurde dabei in den Winterpalast und andere Ausstellungs- und Aufbewahrungsräume der Eremitage übertragen, ein weiterer Teil wurde anderen Kunstmuseen des Landes übergeben, einige wurden aber auch im europäischen Ausland versteigert und waren damit für Russland unwiederbringlich verloren. Ab 1937 wurde das Palais mehrere Jahrzehnte lang als Verwaltungssitz mehrerer Organisationen genutzt und verkam bis zum Ende der 1980er-Jahre zusehends.
1988 erhielt das Palais erneut den Museumsstatus und wurde in das Russische Museum eingegliedert. In den 1990er-Jahren wurden die beiden Hauptfassaden restauriert, und Anfang der 2000er-Jahre begann die Sanierung der Innenräumlichkeiten.

## Architektur

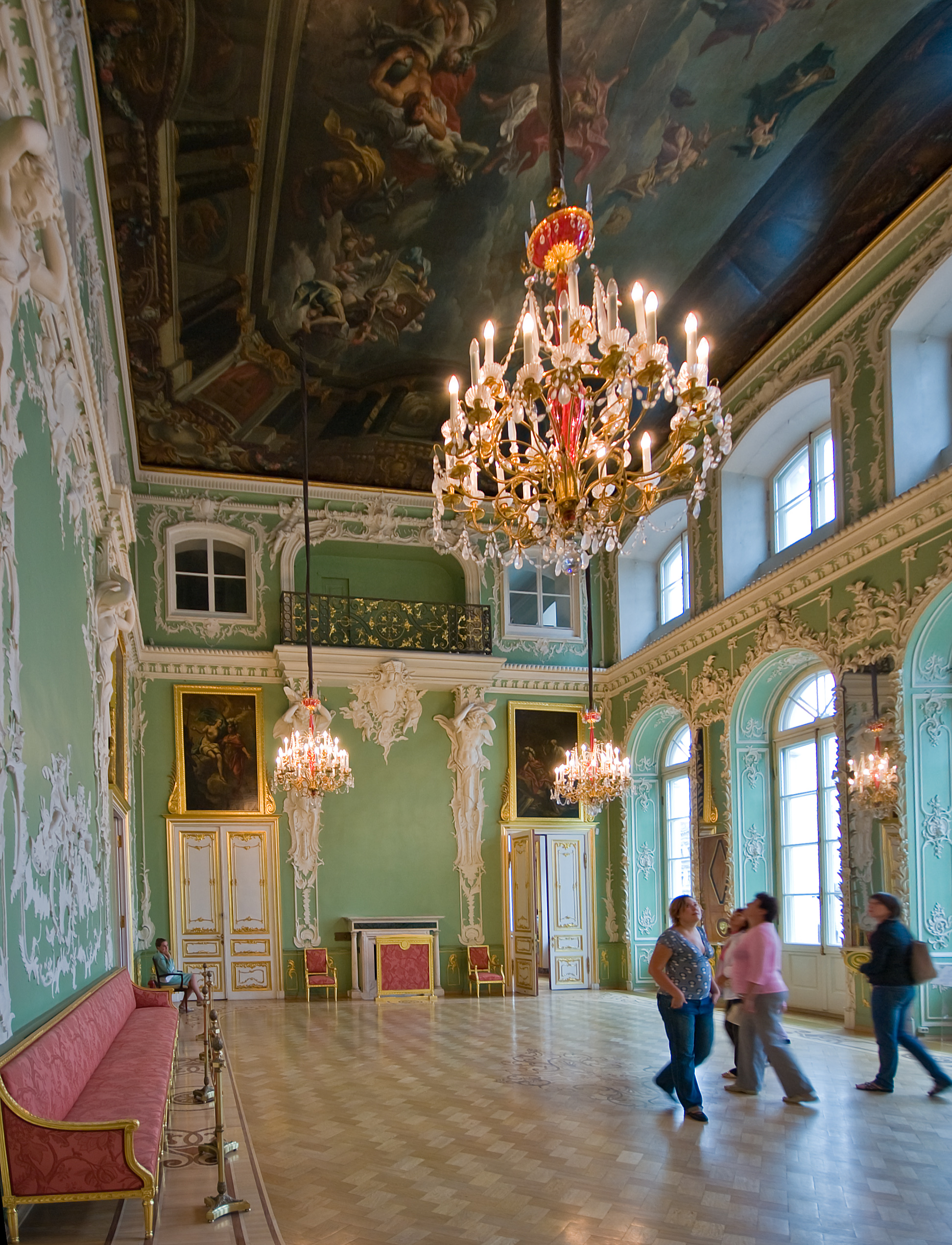
Großer Saal des Stroganow-Palais

Das Palais gilt heute als das einzige Bauwerk auf dem Newski-Prospekt, das die barocken Originalformen aus der Mitte des 18. Jahrhunderts ohne größere Veränderungen beibehalten hat. Zahlreiche dekorativen Elemente wie der konkave Dachgiebel über dem zentralen Portal, die Portiken in der Fassadenmitte oder die oben und unten schmuck ornamentierten Fenstereinfassungen (die dortigen Reliefs einer männlichen Person im Profil halten einige Historiker für Selbstbildnisse Rastrellis) fallen an den Fassaden zum Newski-Prospekt und zur Moika auf und sind als architektonische Stilelemente der Blütezeit des Petersburger Barocks charakteristisch. Der frische rosarote Fassadenanstrich mit dekorativen Elementen in Weiß verleiht den Fassaden eine feierliche, ebenfalls für den reifen Barock typische Gestalt. Das krönende Element des Außendekors ist der Dachgiebel zum Newski-Prospekt hin, in dessen Mitte eine Reliefabbildung des Familienwappens der Stroganows an die Namensgeber des Gebäudes erinnert.
Von der Innenarchitektur ist im Besonderen der einzige Paradesaal zu erwähnen, der das barocke Design Rastrellis im Wesentlichen beibehalten hat und im Unterschied zu den anderen rund 50 Sälen von dem klassizistischen Umbau Ende des 18. Jahrhunderts nicht betroffen war.  In dem Ensemble der klassizistischen Paradesäle sind unter anderem die Gemäldegalerie, der Parade-Speisesaal sowie das Mineralienkabinett des Grafen Alexander S. Stroganow erwähnenswert.

## Heutige Situation
1995 öffnete das Palais als Filiale des Russischen Museums erstmals seit der Schließung 1929 für Besucher. Die Restaurierung der meisten der in den Jahrzehnten der Fremdnutzung erheblich in Mitleidenschaft gezogenen Paradesäle erfolgte im Vorfeld der 2003 begangenen Feierlichkeiten zum 300. Jahrestag der Stadtgründung Petersburgs. Gegenwärtig sind noch drei Säle unrenoviert und für Besucher geschlossen, darunter die ehemalige Gemäldegalerie, in der aktuell Restaurierungsarbeiten am Laufen sind.
Neben der ständigen Exposition des Russischen Museums im Palais – das ist das Mineralienkabinett mit der Originalsammlung teils rarer Minerale aus der Sammlung von Alexander S. Stroganow – gibt es in einzelnen Paradesälen des Gebäudes in regelmäßigen Abständen wechselnde Themenausstellungen aus den Beständen des Russischen Museums wie auch anderer russischer und ausländischer Museen. Zudem befindet sich im Palais ein Wachsfigurenkabinett, dessen Figuren nicht nur sämtliche Mitglieder des Stroganow-Hauses darstellen, sondern auch Vertreter des Kaiserhofs sowie die Architekten, die an der Gestaltung des Palais mitgewirkt haben.